# Kutaisi (1969)
Kutaisi (ქუთაისი), poprzednio TCG AB-30 – turecki, następnie gruziński okręt patrolowy tureckiego typu Turk. Wszedł do służby w Tureckiej Marynarce Wojennej 21 lutego 1969 roku pod nazwą AB-30, nosząc numer burtowy P 1230, następnie P 130. W 1998 roku został przekazany Gruzji, wchodząc do służby w Siłach Morskich Gruzji pod nazwą „Kutaisi” (numer burtowy 202). Od 2009 roku służył w Straży Wybrzeża Gruzji, z numerem burtowym P 22.

## Zamówienie i budowa
Okręt należał do 12 dużych patrolowców typu Turk, zbudowanych w Turcji dla jej marynarki na przełomie lat 60. i 70. XX wieku, noszących oznaczenia od AB-25 do 36. AB-30 został zbudowany w stoczni Haliç Shipyard, która zbudowała większość okrętów tego typu, i oddany do służby 21 lutego 1969 roku.

## Opis

### Kadłub i napęd
Wyporność pełna okrętu wynosiła 170 ton angielskich. Długość wynosiła 42 m, szerokość 6,4 m, a zanurzenie 1,7 m. Załogę jednostki jako okrętu wojennego stanowiło 31 ludzi, w tym 3 oficerów. W służbie Straży Wybrzeża załogę stanowiło 20 ludzi, w tym 6 oficerów.
Główny napęd stanowiły cztery silniki wysokoprężne SACM-AGO V16 CSHR o łącznej mocy 9600 KM. Okręt ponadto miał dwa silniki wysokoprężne dla prędkości ekonomicznej o łącznej mocy 300 KM. Silniki pracowały na dwie śruby. Prędkość maksymalna wynosiła 22 węzły. W służbie Straży Wybrzeża (po remoncie) napęd stanowiły dwa silniki wysokoprężne AGO V12 o łącznej mocy 4000 KM, a prędkość maksymalna wynosiła 16 węzłów. Zasięg po remoncie wynosił 600 Mm przy prędkości 12 w.

### Uzbrojenie
Uzbrojenie AB-30 stanowiła pierwotnie jedna armata przeciwlotnicza kalibru 40 mm Bofors L/70 (na rufie) i jedno działko przeciwlotnicze 20 mm Oerlikon (na dziobie). Uzupełniały je dwa karabiny maszynowe kalibru 12,7 mm. Okręt mógł pierwotnie zwalczać okręty podwodne za pomocą czteroprowadnicowej wyrzutni rakietowych bomb głębinowych Mk 20 Mousetrap o zasięgu 200 m i masie pocisków 50 kg. Uzbrojenie to uzupełniała zrzutnia klasycznych bomb głębinowych. Według roczników flot, prawdopodobnie w służbie gruzińskiej okręt nie miał już wyrzutni rakietowych bomb głębinowych.
W służbie Straży Wybrzeża podawane jest uzbrojenie z dwóch armat 40 mm Bofors L/60 i dwóch działek przeciwlotniczych 23 mm ZU-23. Nadal uzupełniały je dwa karabiny maszynowe kalibru 12,7 mm.

### Wyposażenie
Okręty tego typu miały stację radiolokacyjną do wykrywania okrętów nawodnych Racal Decca pracującą w paśmie I. Były ponadto wyposażone w sonar do wykrywania i ataku okrętów podwodnych Plessey PMS 26. W służbie marynarki Gruzji „Kutaisi” zachował radar Racal Decca, lecz prawdopodobnie nie miał sprawnego sonaru. W służbie Straży Wybrzeża po remoncie okręt miał radar JRC (pasmo I).

## Służba

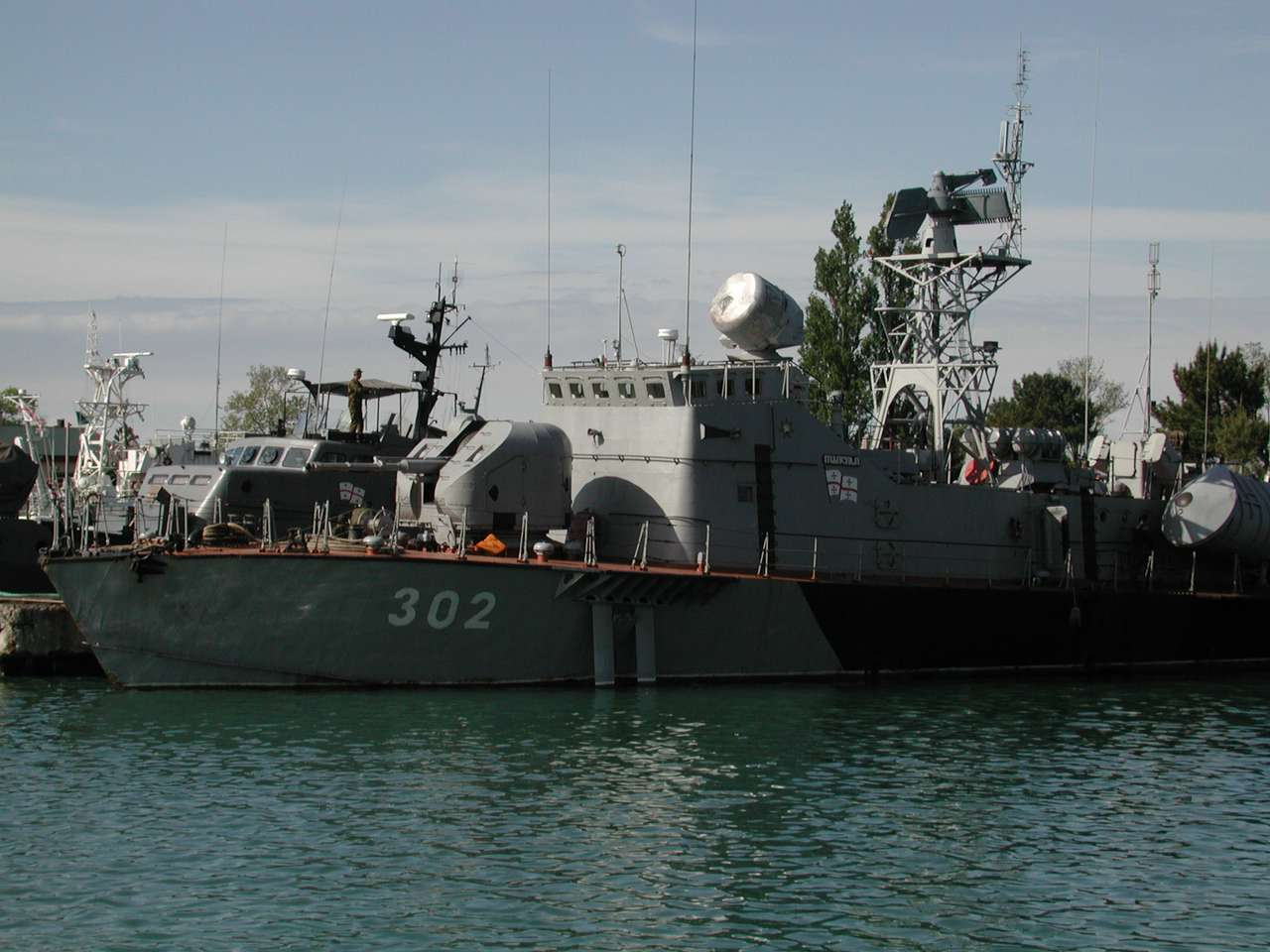
Nadbudówka „Kutaisi” widoczna w głębi, za kutrem rakietowym „Tbilisi”

Okręt wszedł do służby w Tureckiej Marynarce Wojennej 21 lutego 1969 roku, pod oznaczeniem TCG AB-30. Nosił numer burtowy P 1230, w 1991 roku zmieniony na P 130.
5 grudnia 1998 roku został przekazany Gruzji, wchodząc do służby w jej Siłach Morskich. Otrzymał nazwę „Kutaisi” (gruz. ქუთაისი) od miasta i numer burtowy 202. Był jednym z większych okrętów marynarki Gruzji. Między 27 września a 16 października 2001 roku reprezentował Gruzję w pierwszym rejsie międzynarodowego zespołu okrętów na Morzu Czarnym BLACKSEAFOR, mającego na celu współpracę państw czarnomorskich, w tym z okrętami Rosji. W rejsach BLACKSEAFORCE uczestniczył ponownie w sierpniu 2002 i kwietniu 2006 roku
Okręt przetrwał wojnę rosyjsko-gruzińską w sierpniu 2008 roku i powrócił do służby w 2012 roku, już w Straży Wybrzeża Gruzji, po likwidacji jej Sił Morskich. Otrzymał numer burtowy P 22.